# Konrad Czerniak
Konrad Czerniak, född 11 juli 1989, är en polsk simmare. 
Czerniak tävlade för Polen vid olympiska sommarspelen 2012 i London, där han blev utslagen i semifinalen på 100 meter frisim och tog sig till final på 100 meter fjärilsim.
Czerniak tävlade för Polen vid olympiska sommarspelen 2016 i Rio de Janeiro, där han blev utslagen i semifinalen på 100 meter fjärilsim samt blev utslagen i försöksheaten på 4 × 100 meter medley och 4 × 100 meter frisim. Vid olympiska sommarspelen 2020 i Tokyo slutade Czerniak på 31:a plats på 50 meter frisim. Han var även en del av Polens lag som slutade på 11:e plats på 4×100 meter frisim.